# Symmela angustula
Symmela angustula är en skalbaggsart som beskrevs av Moser 1919. Symmela angustula ingår i släktet Symmela och familjen Melolonthidae. Inga underarter finns listade i Catalogue of Life.